# Maravatío (kommun)
Maravatío är en kommun i Mexiko.   Den ligger i delstaten Michoacán de Ocampo, i den södra delen av landet, 140 km väster om huvudstaden Mexico City.
Följande samhällen finns i Maravatío:
- Maravatío
- Tungareo
- Santiago Puriatzícuaro
- Apeo
- Santa Elena
- Casa Blanca
- Pomoquita
- Campo Hermoso
- El Gigante
- San Ramón
- Colonia Yurécuaro
- San Miguel el Alto
- La Huerta
- Ejido de Pomas
- Colonia Huandishi
- Barrio de San Miguel
- Yurécuaro
- Estancia de San Miguel
- Loma de la Rosa
- Santa Mónica
- San Nicolasito
- Santa Rosa
- Guapamacátaro
- San Isidro
- Colonia Guadalupe
- Encinillas
- Huaraqueo
- El Colorado
- Pueblo Nuevo
- El Tejocote
- Melchor Ocampo
- Tenerías
- Cuartel Quinto
- Torre Blanca
- Los Olivos
- El Moral
- El Saucillo Primero
- San Juan Buenavista
- La Coyota
- Estancia de Santa Elena
- Cebadillas Segundas
- Cliserio Villafuerte el Chico
- Toluquilla
- El Manzano
- Congregación Pomas
- Mesa del León
- Las Mesas
- Tecario Jesús del Monte
- La Nopalera
- Estancia de Paquisihuato
- Ejido Jesús del Monte
- Huanimoro
- El Tejocote
- Loma del Gallo
- El Jagüey
- El Chupadero
- Rosa Amarilla
- Las Joyas
- Mina de San Vidal
- El Zapote
- Los Ocotes
- La Hormiga
- La Granja
- Peña Blanca
- Fraccionamiento Lomas de Maruati
- Laguna Seca
- La Mesa Chiquita